# Герб Енисейска
Герб Енисейска наряду с флагом является официальным символом города Енисейска. Современный вариант принят 10 июля 1994 года и внесён в Государственный геральдический регистр Российской Федерации под № 466.

## Описание и обоснование символики
Геральдическое описание (блазон) гласит:
В зелёном поле поверх лазоревой (голубой, синей) оконечности, два золотых соболя с червлёными (красными) глазами, обращённых друг к другу, стоящие на задних лапах на золотой тетиве опрокинутого золотого лука, держащие двумя передними лапами серебряную стрелу, остриём упирающуюся в тетиву.
За основу герба взят исторический символ города Енисейска, встречающийся на печатях XVII века.
Голубая оконечность показывает реку Енисей, на берегах которой расположен город, носящий её имя.
Голубой цвет в геральдике — символ чести, славы, преданности, истины, красоты, добродетели и чистого неба.
Зелёный цвет поля символизирует богатую сибирскую природу, плотно окружающую город. Зелёный цвет также символ здоровья.
Серебро в геральдике — символ простоты, совершенства, мудрости, благородства, мира, взаимосотрудничества.
Золото — символ прочности, богатства, величия, интеллекта и прозрения.
Герб языком геральдики отражает основные характеристики присущие городу Енисейску, сохраняя его историческую символику.

## История

### Герб 1724 года
Герб 1724 года пожалован Петром I. Стоящия на задних ногах два соболя, между оными стрела копьём в низ, в голубом поле.

### Герб 1730 года
В июне 1728 года Верховный тайный совет издал указ о введении нового образца полковых знамён с государственным и городским гербами. В 1729 году под руководством обер-директора над фортификацией генерала Б.К. Миниха и при участии художника Андрея Баранова (живописца А.Д. Меншикова) был составлен Знамённый гербовник. 8 марта 1730 года новые гербы для полковых знамён были утверждены. Герб на знамени Енисейского гарнизонного полка был сделан новым: 
две белки красные, а сверху из облака самострел черный, поле белое
. 

### Герб 1785 года
В 1782 году было создано Тобольское наместничество, а в 1785 году утверждены гербы городов Тобольского наместничества.
Вместе с гербами других городов 17 марта 1785 года был утверждён Герб Енисейска. По геральдическим правилам в верхней половине герба должно было находиться изображение герба губернского города, а в нижнем — эмблема подчинённого города.
Описание герба 1785 года:
В верхней половине щита изображение герба губернского города — Тобольский герб, а внизу эмблема подчинённого города — 
в золотом поле связка разных звериных кож, на которых лежит Меркуриев жезл, в рассуждении того, что в сем городе бывает главная торговля мехами, на которую купечество съезжается со всех мест». Так как Енисейская ярмарка была крупнейшей пушной ярмаркой России.

### Герб 1804 года
В 1804 году из Тобольской губернии была выделена Томская губерния. При формировании Томской губернии город Енисейск вошёл в состав Томской губернии. А 20 марта 1804 года был изменён и герб Енисейска: вместо Тобольского герба в верхней части щита был помещён Томский.
Описание герба:
В щите разделённом горизонтально надвое, в верхней половине герб Томский, а в нижней, в золотом поле, видна на земле связка звериных кож и на них диагонально положен Меркуриев жезл.
 Герб Томска — «на зелёном поле серебряная лошадь в знак того, что лошади сей округи почитаются лучшими и что у близ живущих татар имеются конские заводы». Серебряная лошадь — символ изобилия и богатства.
После перехода города в Енисейскую губернию герб не менялся.

### Советское время
В советское время было составлено несколько проектов герба. Официально ни один из них утверждён не был.

### Современный герб
За основу современного герба взята печать Енисейского острога, основанного в 1619 году. Сохранилось изображение печати Енисейского острога, приложенной к грамоте 1671 года. На печати (по росписи 1655 года) изображены : 
Два соболя, меж ими стрела, а под ними лук тетивою вниз, а около вырезано: „ПЕЧАТЬ ГОСУДАРЕВА ЗЕМЛИ СИБИРСКИЕ ЕНИСЕЙСКОГО ОСТРОГУ“.
Современный герб Енисейска разработан Союзом геральдистов России, нарисован Робертом Маланичевым, и утверждён решением муниципалитета города Енисейска 10 июля 1998 года.